# Jordanoleiopus mocquerysi
Jordanoleiopus mocquerysi är en skalbaggsart som först beskrevs av Jordan 1894.  Jordanoleiopus mocquerysi ingår i släktet Jordanoleiopus och familjen långhorningar.
Artens utbredningsområde är Gabon. Inga underarter finns listade i Catalogue of Life.